# کارل اودرمات
کارل اودرمات (آلمانی: Karl Odermatt؛ زادهٔ ۱۷ دسامبر ۱۹۴۲) بازیکن فوتبال اهل سوئیس بود.
از باشگاه‌هایی که در آن بازی کرده‌است می‌توان به باشگاه فوتبال بازل و باشگاه ورزشی یانگ بویز اشاره کرد.
وی همچنین در تیم ملی فوتبال سوئیس بازی کرده‌است.